# Усков, Николай Васильевич
Николай Васильевич Усков (1849—1899) — русский врач, патологоанатом.

## Биография
Родился 28 ноября (10 декабря) 1849 года. Сначала был отдан в Кронштадтское штурманское училище, а с 1862 года учился в гимназии, окончив которую поступил в Медико-хирургическую академию, где ещё студентом напечатал две работы. Занимался у профессоров Ф. Н. Заварыкина и М. М. Руднева. 
В 1880 (1870?) году был командирован Морским министерством с учёною целью за границу на два года. С 1874 года состоял врачом в Морском министерстве, с 1847 до 1883 г. — ординатором морского госпиталя в Кронштадте, с 1883 по 1888 г. — прозектором морского госпиталя в Санкт-Петербурге.
С 1883 года — приват-доцент по патологической анатомии в Военно-медицинской академии и одновременно, сменив И. И. Бурцева, с 1885 года до 1892 года — прозектор Александровской барачной больницы. С 1891 года заведовал анатомо-патологическим отделением Института экспериментальной медицины.
Умер 14 (26) июля 1899 года; похоронен на Смоленском православном кладбище.